# Araneus phrygiatus
Araneus phrygiatus är en spindelart som först beskrevs av Charles Athanase Walckenaer 1842.  Araneus phrygiatus ingår i släktet Araneus och familjen hjulspindlar. Inga underarter finns listade i Catalogue of Life.